# Megachile tuberculifera
Megachile tuberculifera är en biart som beskrevs av Carlos Schrottky 1913. Megachile tuberculifera ingår i släktet tapetserarbin, och familjen buksamlarbin. Inga underarter finns listade i Catalogue of Life.